# Artemidoro di Cnido
Artemidoro di Cnido (in greco: Ἀρτεμίδωρος Κνίδιος) (Cnido, I secolo a.C. – dopo il 44 a.C.) è stato un filosofo e scrittore greco antico, attivo a Roma.

## Biografia
Figlio di Teopompo di Cnido, autore di una raccolta di favole mitologiche. Dopo essersi trasferito a Roma da Cnido, probabilmente agli inizi del I secolo a.C., fu studioso e insegnante di filosofia, lingua e letteratura greca. Probabilmente era legato al cosiddetto "circolo di Bruto". Secondo Appiano fu uno dei più intimi amici di Gaio Giulio Cesare tanto che quest'ultimo avrebbe proclamato la libertà di Cnido proprio in suo onore. Nella città si troverebbe un'iscrizione che lo ricorderebbe. Secondo Plutarco Artemidoro avrebbe provato inutilmente a sventare la congiura delle idi di Marzo, avvisando Cesare dell'imminente pericolo: Plutarco riporta infatti che, poco prima di essere ucciso, Cesare prese dalle mani di Artemidoro una lettera che denunciava e documentava la congiura: la lettera non sarebbe stata mai letta, in quanto Cesare avrebbe rimandato la sua lettura ad un momento più tranquillo (in quanto era schiacciato dalla folla e dalla calca). Secondo Appiano invece, Artemidoro sarebbe giunto nella curia troppo tardi.